# Pierre Marie Auguste Broussonet
Pierre Marie Auguste Broussonet (19 de enero de 1761, Montpellier - 27 de julio de 1807, Montpellier) fue un naturalista y médico francés.

## Biografía
Bajo la influencia de su padre, François Broussonet (1722-1792), médico, y de Antoine Gouan (1733-1821), naturalista, es que el joven Pierre descubre y se apasiona por la historia natural.
En 1779 obtiene un doctorado en Medicina en Montpellier. Y presenta ese mismo año su primer memoria consagrada a los peces.
Se instala en Londres en 1780, ubicando a numerosos científicos como Sir Joseph Banks (1743-1820), Johann Reinhold Forster (1729-1798), Daniel Solander (1733-1782), Alexander Dalrymple (1737-1808), Anders Sparrman (1748-1820), John Sibthorp (1758-1796) y James Edward Smith (1759-1828).
Gracias a la intervención de Sir Banks, Broussonet deviene miembro de la Royal Society en 1781.
Publica la primera parte de un trabajo sobre los peces, Ichthyologiae Decas I, basado en los especímenes recolectados por James Cook (1728-1779), y que les llegan por Sir Banks. Broussonet tiene la ambición de poder describir todas las especies de peces, son 1.200. Solo esta primera parte, dedicada a Banks, ve la luz.
Vuelve a París en agosto de 1782 y aporta un pie de Ginkgo biloba, el primero importado a Francia.
Herboriza por varios meses en el Mediodía de Francia con Sibthorp y en Cataluña con el abate Pierre André Pourret (1754-1818).
Se instala en París donde hace amistad con René Desfontaines (1750-1831) y con Charles Louis L'Héritier de Brutelle (1746-1800). Louis Jean-Marie Daubenton (1716-1800) lo asocia como adjunto. Gracias a éste, Broussonet es admitido en la Academia de las Ciencias Francesa en 1785. Ahora decide dedicarse a la agricultura.
Al lado de André Thouin (1746-1824), Louis-Augustin Bosc d’Antic (1759-1828), Aubin-Louis Millin de Grandmaison (1759-1818), y Pierre Willemet (1762-1824), participa, en 1787, de la fundación de la primera sociedad linneana del mundo, la Sociedad linneana de París. Y son luego imitados por otros naturalistas. Esta sociedad se disuelve en 1789.
Es secretario perpetuo de la Sociedad de Agricultura de Francia y participa, en 1789, de la Asamblea Constitutiva de la Revolución Francesa. Miembro de la Asamblea Legislativa de la Primera República, entrando en el partido de los Girondinos y es proscripto con ellos ; debe abandonar París, y en un pligroso viaje, llega a Madrid. Todos sus bienes son confiscados. Lo pasa malporque sus enemigos lo siguen allí, y aun cuando se va a Lisboa también, en cambio se recupera en Marruecos donde ejercita la medicina en la embajada de EE. UU.
Obtiene, bajo el Directorio Revolucionario, autorización para regresar a Francia y rechaza un cargo en el novel Instituto de Francia, prefiriendo irse a Montpellier. Mas, aún proscripto en lista de emigrados, no puede ejercer la medicina y su situación es difícil. Al fin es tachado de esa lista en 1797 y así obtiene un puesto consular en Mogador (hoy Essaouira) en Marruecos. Que luego debe abandonar por una epidemia de peste : las dos terceras partes de sus habitantes sucumben.
Es enviado a Tenerife y permanece hasta 1803. En tanto ejerce como comisario de relaciones comerciales del gobierno francés.
En noviembre de 1800, es visitado por la expedición Baudin, en particular por André Michaux, que se aloja en su casa la noche del 2 al 3.
Termina por obtener una cátedra de Botánica en Montpellier, en 1803. Además de enseñar Botánica, está a cargo del Jardín botánico de la ciudad.
Publica en 1805, el catálogo del jardín Elenchus plantarum horti botanici monspeliensis. Fue el origen de una positiva renovación del Jardín de plantas de Montpellier donde hace construir una orangerie.

## Obra
- Ichthyologia sistens piscium descriptiones et icones, Londini : P. Elmsly ; Parisiis : P. F. Didot ; Viennae : R. Graeffer, 1782. en línea
- Instruction [ou Mémoire] sur la culture des turneps ou gros navets, sur la manière de les conserver et sur les moyens de les rendre propres à la nourriture des bestiaux, Paris : Impr. royale, 1785, in-8°, 23 pp.
- Essai de comparaison entre les mouvements des animaux et ceux des plantes, et description d’une espèce de sainfoin, dont les feuilles sont dans un mouvement continuel., Mémoires de l’Académie des sciences (Paris : Impr. royale), 1785, in-4°, pp. 609-621
- Année rurale, ou Calendrier à l'usage des cultivateurs, Paris, 1787–1788, 2 vol. in-12
- Memoir on the regeneration of certain parts of the bodies of fishes, London : Printed for the proprietors and sold by C. Forster, 1789.
- Réflexions sur les avantages qui résulteroient de la réunion de la Société royale d’Agriculture, de l’École vétérinaire, et de trois chaires du Collège royal, au Jardin du roi, Paris : Impr. du Journal gratuit, 1790, in-8°, 42 pp.
- Elenchus plantarum horti botanici Monspeliensis, Monspelii : Augusti Ricard, 1805.

## Honores

### Epónimos
En 1799, Charles Louis L'Héritier de Brutelle (1746-1800) le dedica, el género botánico Broussonetia L'Her. de la familia de las Moraceae
Especies
3 

## Fuente
- Marie-Louise Bauchot, Jacques Daget & Roland Bauchot. 1997. Ictiología en Francia a Principios del siglo XIX: la « Histoire Naturelle des Poissons » de Cuvier (1769-1832) y de Valenciennes (1794-1865).  en Colecciones hechas en ictiología y en herpetología (Pietsch T.W., Anderson W.D., dir.), American Society of Ichthyologists & Herpetologists : 27-80. ISBN 0-935858-91-7

- La abreviatura «Brouss.» se emplea para indicar a Pierre Marie Auguste Broussonet como autoridad en la descripción y clasificación científica de los vegetales.[1]